# I'm a Fool to Want You

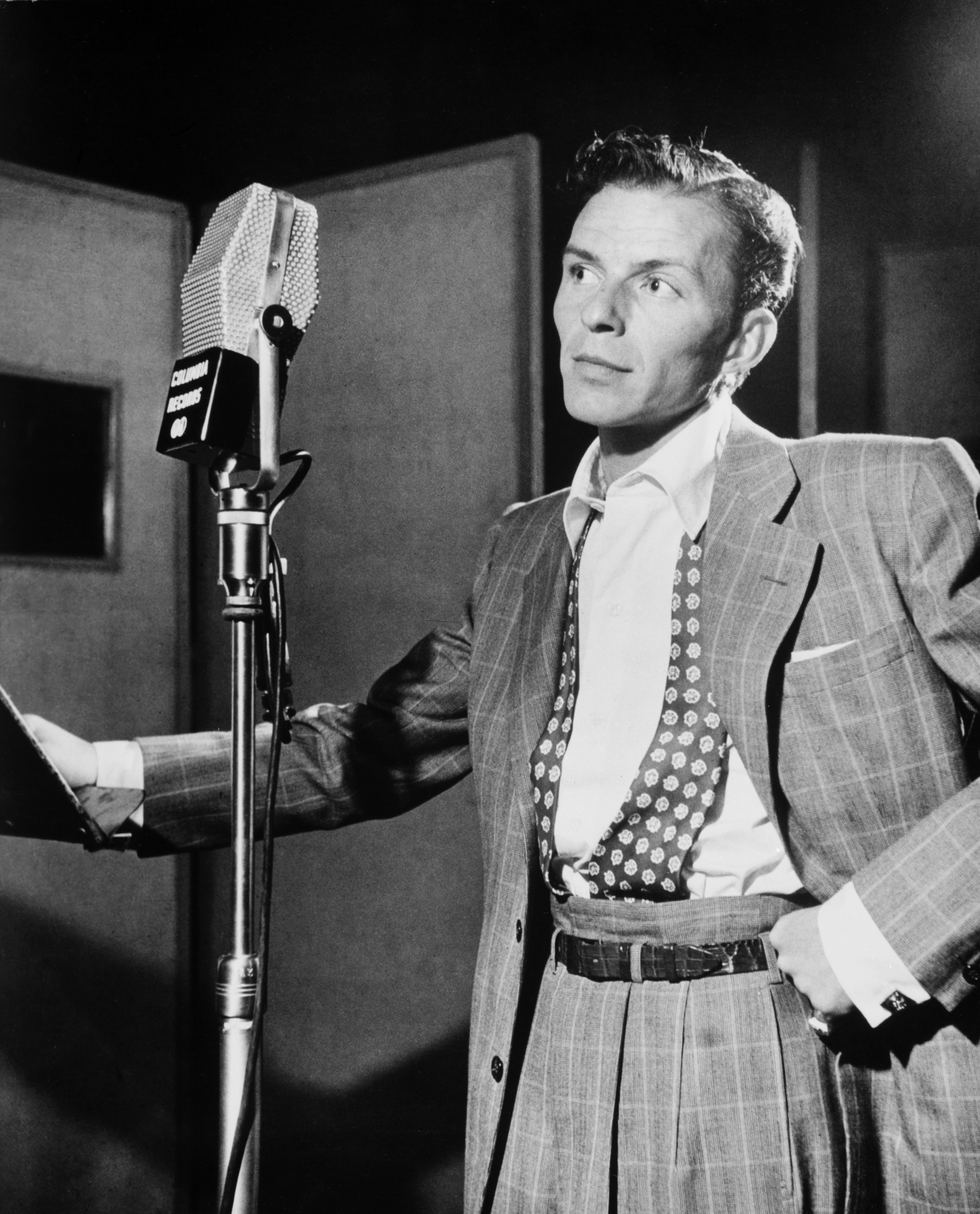
I am a fool to want you canción compuesta por Frank Sinatra

«I'm a Fool to Want You» es una canción de 1951 compuesta por Frank Sinatra, Jack Wolf y Joel Herron. Sinatra publicó la canción como sencillo durante su etapa en Columbia Records.

## Trasfondo
Frank Sinatra grabó por primera vez la canción con The Ray Charles Singers el 27 de marzo de 1951, con arreglos de Axel Stordahl en Nueva York. Fue la segunda canción grabada en unas sesiones que comenzaron con «I Whistle a Happy Tune» y terminó con «Love Me». Grabó una segunda versión en el Capitol Tower de Hollywood el 1 de mayo de 1957, arreglada y conducida por Gordon Jenkins, que fue publicada en su álbum Where Are You? (1957). Este álbum fue la primera grabación para Capitol Records, así como su primera grabación en estéreo. 
«I'm a Fool to Want You» fue publicada como cara B de un sencillo de 78 RPM publicado por Columbia Records, con «Mama Will Bark». El sencillo alcanzó el puesto catorce de la lista estadounidense Billboard Hot 100 y estuvo siete semanas en lista, mientras que en la lista Cashbox estuvo cinco semanas. La canción fue reeditada en 1954 como cara A de un sencillo con «If I Forget You» como cara B. Columbia también publicó la canción como parte de un EP que incluyó «I Should Care», «I Could Write a Book» y «If You Are But a Dream». 
La canción también apareció en el álbum Frank Sinatra's Greatest Hits: The Early Years, Volume Two (1966) y en las cajas recopilatorias The Voice: Frank Sinatra, the Columbia Years (1943–1952) y The Columbia Years 1943-1952: The Complete Recordings. En 2003, fue incluida en la colección The Essential Sinatra: The Columbia Years.

## Personal
El personal en la grabación de 1951 incluyó a: Frank Sinatra (ldr), Axel Stordahl (con), Manny Gershman, F. Glantz, Bernard Kaufman, H. Keinz, Harry Terrill (r), George Arus, William Rausch (tb), John Barrows (frh), Matty Golizio (g), Frank Carroll (b), George Forbes (p), V. Salvi (hrp), Johnny Blowers (d), Fred Buldrini, Mac Ceppos, Arnold Eidus, Mannie Green, Harry Katzman, Tom Lassoff, Milton Lomask, Rebecca Lynch, Julius Schachter (vn), Harold Furmansky, Isadore Zirr (vl), Frank Miller, George Polikian (vc), Frank Sinatra (v), The Ray Charles Singers (bkv).

## Versiones
«I'm a Fool to Want You» se ha convertido en un clásico del pop y el jazz versionada por una larga lista de artistas, entre la que figuran:
- Art Farmer
- Billie Holiday
- Billy Eckstine
- Bob Dylan
- Carly Simon
- Chet Baker
- Dee Dee Bridgewater
- Dexter Gordon
- Dinah Washington
- Dionne Warwick
- Donald Byrd
- Elvis Costello
- Freddy Cole
- Hadda Brooks
- Helen Merrill
- Illinois Jacquet
- Jack Jones
- Ketty Lester
- Lee Morgan
- Lena Martell
- Linda Ronstadt
- Lisa Ekdahl
- Matt Munro
- Oscar Peterson
- Paul Banks
- Peggy Lee
- Robert Goulet
- Sammy Davis, Jr.
- Sergio Franchi
- Sheila Jordan
- Shirley Bassey
- Steve Lawrence
- The Four Freshmen
- Tom Jones
- Tony Bennett